# 1975 en Tunisie
Chronologie de la Tunisie
- 1971
- 1972
- 1973
- 1974
- 1975
- 1976
- 1977
- 1978
- 1979

Cet article présente les faits marquants de l'année 1975 en Tunisie ou relatifs à la Tunisie.

## Événements
- 18 mars : Habib Bourguiba se fait proclamer président à vie par l'Assemblée nationale après un amendement à la Constitution.
- 15 mai : le président Habib Bourguiba reçoit Alexis Kossyguine au palais présidentiel de Carthage[1].
- juillet : Roland Barthes séjourne à Tunis avec Jean-Louis Bouttes[2].
- 6 novembre : le président français Valéry Giscard d'Estaing est en visite en Tunisie[3].
- décembre : cinq étudiants sont condamnés à des peines de prison pour injure au chef de l'État et vol de document[4].

## Sports
- Championnats de Tunisie d'athlétisme 1975

### Football
- Coupe du Maghreb des clubs champions 1975-1976
- Équipe de Tunisie de football en 1975
- Championnat de Tunisie de football 1974-1975
- Championnat de Tunisie de football 1975-1976
- Coupe de Tunisie de football 1974-1975
- Coupe de Tunisie de football 1975-1976

### Handball
- Championnat de Tunisie masculin de handball 1974-1975
- Championnat de Tunisie masculin de handball 1975-1976

### Volley-ball
- Championnat de Tunisie masculin de volley-ball 1974-1975
- Championnat de Tunisie masculin de volley-ball 1975-1976

## Culture
- Le fils d'Amr est mort, film franco-tuniso-belge réalisé par Jean-Jacques Andrien et sorti en 1975.
- N. a pris les dés..., film expérimental franco-tuniso-tchécoslovaque réalisé par Alain Robbe-Grillet, produit en 1971 et diffusé à la télévision en 1975.
- Sous la pluie de l'automne, seul long métrage d'Ahmed Khchine, qui a auparavant tourné plusieurs courts métrages et qui sest l'un des promoteurs de la Fédération tunisienne des cinéastes amateurs.

## Naissances en 1975
- Naissance en Tunisie en 1975

## Décès en 1975
- Décès en Tunisie en 1975